# Пашкул
Вижте пояснителната страница за други значения на Пашкул.
Пашкул е стадий на метаморфозата. Много ларви намират подходящо място където да си изплетат укритие (пашкул), който ги предпазва от опасности. Така например, гъсеницата на копринената пеперуда се омотава в топка от копринени нишки и свива пашкул с металносребрист цвят. Някои други гъсеници не строят такива укрития, а само изплитат копринена примка, на която увисват. След като се настанят удобно в пашкула, те се освобождават от облеклото си на гъсеници, кожата им се разцепва и се свлича, а отдолу се показва почти ново създание с твърда гладка обвивка. Това е какавидата.